# El recluso
El recluso es una serie de televisión de drama criminal estadounidense producida por Telemundo Internacional Studios para Telemundo, en el 2018. Es una adaptación de la serie de televisión argentina El marginal creada por Sebastián Ortega y Adrián Caetano. Se estrenó por Telemundo el 25 de septiembre de 2018 en sustitución de la sexta temporada de El señor de los cielos, y finalizó el 11 de octubre del mismo año siendo reemplazado por la temporada final de Señora Acero.
Esta protagonizada por Ignacio Serricchio como el personaje titular, junto con un reparto coral.

## Trama
La serie gira en torno a Lázaro Mendoza (Ignacio Serricchio) un ex marino que ingresa en una prisión de máxima seguridad en la frontera entre México y Estados Unidos para investigar el secuestro de Linda Morris, interpretada por Isabella Castillo, la hija de un prominente juez estadounidense.

## Reparto
- Ignacio Serricchio como Lázaro Mendoza / Dante Pardo
- Ana Claudia Talancón como Frida Villarreal
- Flavio Medina como Peniche
- Luis Felipe Tovar como Mariano Tavares
- David Chocarro como Santito
- Mariana Seoane como Roxana Castañeda
- Guy Ecker como John Morris
- Isabella Castillo como Linda Morris
- Bradley Stryker como Jack
- Gustavo Sánchez Parra como Cuauhtémoc
- Leonardo Ortizgris como Florentino
- Alejandro Calva como La Foca
- Rodrigo Oviedo como Silvestre Chávez
- Ramón Medina como Marcial
- Erik Hayser como Jeremy Jones
- Diego Calva como El Rubio
- Kristyan Ferrer como El Syka
- Juan Pablo Castañeda como El Picudo
- Héctor Suárez como El Procurador
- Armando Espitia como Bocinas
- Héctor Kotsifakis como El Muerto
- Ricardo Esquerra como El Sobaco
- Moisés Arizmendi como Porfirio
- Pepe Alonso como El Elegante
- Tiaré Scanda como Azucena Tavares
- Daniel Cruz como Evangelina
- Adriana Barraza como Guadalupe Mendoza
- Tòfol Borràs como Marfaga
- Gustavo Adolfo León  como Chustaca

## Producción
La serie fue presentada por Telemundo en NATPE 2018. La filmación tuvo lugar en México durante 2017. La primera temporada consta de 13 episodios.

## Episodios
| N.º | Título                          | Dirigido por                           | Fecha de emisión original | Audiencia (millones) |
| --- | ------------------------------- | -------------------------------------- | ------------------------- | -------------------- |
| 1 | «Dante Pardo es un infiltrado»  | Jorge Colón & Mariano Ardanaz          | 25 de septiembre de 2018  | 1.54                 |
| Tras el secuestro de su hija, John Morris se comunica con Lázaro Mendoza para ponerlo al tanto de la situación ya que además necesita de su ayuda para que acepte regresar a México con una identidad falsa y se encargue de averiguar si los miembros de la pandilla de Tavares fueron los responsables de haber cometido ese crimen. Después de esto, Dante Pardo es arrestado y llevado a la cárcel de máxima seguridad de Tamaulipas; pero al entrar allí este es testigo de los malos tratos que reciben sus compañeros por parte de los guardas de seguridad. En otro lugar, el director de la Rotunda se encarga de investigar si el nuevo recluso que entró a la cárcel si fue capaz de matar al hijo de un gobernador. |                                 |                                        |                           |                      |
| 2 | «Dante tiene pistas de Linda»   | Jorge Colón & Mariano Ardanaz          | 26 de septiembre de 2018  | 1.38                 |
| Después de haber sido secuestrada Linda Morris es obligada a grabar un video con el fin de que su papá sepa en las condiciones en las que se encuentra. En otro lugar el director de la Rotunda busca a Tavares para pedirle una explicación de donde se encuentra escondido su compañero René. Por otra parte, Lázaro trata de reponerse de sus heridas tras haber recibido una fuerte golpiza por parte de sus compañeros de patio pues necesita obtener información de la pandilla de Tavares lo antes posible; pero después de salir de la celda de castigos Dante es llevado a la oficina de la trabajadora social ya que esta quiere ofrecerle su ayuda para que pueda sobrellevar su condena en la Rotunda de la mejor manera.                                                                                                  |                                 |                                        |                           |                      |
| 3 | «Dante y el pasadizo secreto»   | Jorge Colón & Mariano Ardanaz          | 27 de septiembre de 2018  | 1.45                 |
| Al darse cuenta donde tienen escondida a la hija del juez, Lázaro habla con su abogado para ponerlo al tanto de la situación ya que ahora debe busca la manera de sacarla de allí. En otro lugar, la doctora Frida se niega en ordenar la libertad de uno de los reclusos ya que a su parecer a este sujeto le hace falta mucho por rehabilitarse. Por otra parte Porfirio es buscado por uno de ss socios pues necesita el dinero que le prometió o de lo contrario su familia pagara las consecuencias. Más adelante uno de los guardas del penal lleva al director de la Rotunda a un lugar en donde tienen escondida a una mujer por órdenes de Tavares y Lizarazo busca a un recluso para pedirle que le hable de como era antes la cárcel.                                                                                       |                                 |                                        |                           |                      |
| 4 | «Porfirio chantajea al juez»    | Mariano Ardanaz & Alfonso Pineda Ulloa | 28 de septiembre de 2018  | 1.16                 |
| Después de ser llamado por Tavares, Dante se entera de que tiene su aprobación para demostrarle de qué está hecho y debido a esto Dante no tiene más opción que ayudar a deshacerse del cuerpo de Foca. Por otra parte la doctora Frida busca la manera de encontrar alguna información sobre el pasado del recluso Pardo. En otro lugar, Tavares se encarga de revisar las cámaras de seguridad con el fin de descubrir quien fue el sujeto que entró a la celda en donde tiene escondida a Linda. Más adelante, el abogado de Lázaro busca a su amigo para decirle que no esta de acuerdo con lo que está haciendo ya que su vida corre mucho peligro y además quiere que cambie de plan ya que su hijo lo necesita más que nunca.                                                                                                   |                                 |                                        |                           |                      |
| 5 | «Ordenan el traslado de Linda»  | Mariano Ardanaz & Alfonso Pineda Ulloa | 1 de octubre de 2018      | 1.39                 |
| Al llegar a su celda Dante se da cuenta de que a su amigo le tendieron una trampa para asesinarlo y tras enterarse de la muerte de Elegante, la doctora Frida le reclama a su compañero por no haber querido darle la mano justo cuando este más lo necesitaba. Por otra parte, la mujer de un preso busca a la trabajadora social ya que necesita de su ayuda para encontrar a su esposo; pues desde que se lo llevaron a un hospital no ha vuelto a tener ninguna noticia de él. En otro lugar, un abogado busca al señor Jones para que proponerle que se encargue de ayudar a buscar a la hija de un juez que se encuentra secuestrada en el propio penal. |                                 |                                        |                           |                      |
| 6 | «Ocultan a Linda»               | Mariano Ardanaz & Alfonso Pineda Ulloa | 2 de octubre de 2018      | 1.33                 |
| Después de recibir órdenes por parte de su jefe, Tavares se encarga de montar un operativo para sacar de la antigua cárcel a Linda; pero en medio del operativo uno de los guardas se da cuenta de lo sucedido y ahora busca la manera de detenerlos. En otro lugar, Jones junto con sus hombres aprovechan la situación para tomar el control de la Rotunda y al ver que las cosas no están saliendo como las planeo, Tavares le exige a sus hombres una explicación de donde tienen escondida a la hija del juez. Por otra parte Roxana le pide al director de la cárcel que la ayude ya que muchos de los medios de comunicación quieren saber que es lo que esta pasando dentro de la cárcel y Dante aprovecha el motín para comunicarse con Porfirio para ponerlo al tanto de la situación.                                       |                                 |                                        |                           |                      |
| 7 | «Morris traiciona a Dante»      | Marcela Sevilla                        | 3 de octubre de 2018      | 1.35                 |
| Después de llevar a cabo el operativo que les encomendó Tavares, Dante logra llevar a cabo un plan y al tener en sus manos a Linda, este le pide que trate de tranquilizarse ya que pronto terminara el infierno que ha tenido que vivir. Por otra parte Santito entra en desesperación al darse cuenta de que alguien les tendió una trampa para quitarles de sus manos a la hija del juez y después de un enfrentamiento, Dante regresa a la cárcel; mientras que Linda logra recuperar su libertad; y al volverse a ver con su papá esta le pregunta por qué la tuvieron que secuestrar a ella habiendo tanta gente de mucho poder en México. Por otra parte Roxana le pregunta a su jefe si cree que alguien los pueda involucrar con lo que pasó en la Rotunda.                                                                   |                                 |                                        |                           |                      |
| 8 | «Dante libre por 24 horas»      | Mariano Ardanaz & Alfonso Pineda Ulloa | 4 de octubre de 2018      | 1.26                 |
| Después de hablar con Dante, Peniche se reúne nuevamente con él para contarle que esta dispuesto a ayudarlo a salir de la Rotunda con tal de que él se encargue de cumplir con algunas de sus condiciones. En otro lugar, Linda descubre que el hombre que la tuvo secuestrada esta tratando de contactarse con su papá y debido a esto Linda le exige una explicación del porque tiene tratos con ese sujeto. Por otra parte, la doctora Frida se entera de que uno de los reclusos que le pidió ayuda se suicidó y tras salir de la Rotunda, Dante se reúne nuevamente con su mamá para prometerle que no descansara hasta dar con el paradero de Pablito; además de esto Dante se dirige a la casa de Morris con el fin de enfrentarlo cara a cara.                                                                                 |                                 |                                        |                           |                      |
| 9 | «Frida tras el caso de Pablito» | Mariano Ardanaz & Alfonso Pineda Ulloa | 5 de octubre de 2018      | 1.10                 |
| Tras regresar a la Rotunda, Dante busca a la doctora Frida para contarle toda la verdad ya que necesita de su ayuda para poder encontrar a su hijo lo más pronto posible. En otro lugar, Linda se comunica con Bocinas para darle las gracias por haberla ayudado mientras estuvo secuestrada; pero además quiere pedirle que le cuente que es lo que sabe de su papá. Por otra parte, Tavares se entera de que ninguno de ellos puede salir de sus celdas debido a las órdenes que dio Peniche y uno de los guardas de seguridad se reúne con su superior para pedirle que lo deje actuar en contra de Dante ya que es la única manera de que puedan tener orden en el reclusorio. Después de esto Frida le muestra al director el reporte que va a entregar a la procuraduría sobre las inconsistencias que hay dentro de la cárcel. |                                 |                                        |                           |                      |
| 10 | «Frida descubre quién es Dante» | Mariano Ardanaz & Alfonso Pineda Ulloa | 8 de octubre de 2018      | 1.28                 |
| Después de leer el informe que Frida escribió para entregar a la procuraduría, Peniche busca a la doctora para pedirle una explicación del porque hablo tan mal acerca del trabajo que esta desempeñando en la Rotunda. En otro lugar Tavares le pide a Caracolita que le cuente la verdad del porque ella y sus amigas no quieren volver a comprarle de su droga y tras enterarse de que alguien más esta vendiendo en su cárcel, Tavares ordena llamar a Dante para que este le cuente sobre el trabajo que esta desempeñando en la zona de los homosexuales. Por otra parte, Roxana se da cuenta de que su jefe descubrió la relación que tiene con uno de los reclusos de la cárcel y Frida logra encontrar información escalofriante acerca de Porfirio.                                                                          |                                 |                                        |                           |                      |
| 11 | «Linda, la espía de Dante»      | Alfonso Pineda Ulloa                   | 9 de octubre de 2018      | 1.32                 |
| Peniche se reúne con Dante para exigirle que cumpla con su promesa ya que necesita que acabe con Tavares lo antes posible y además necesita que encuentre el dinero que este sujeto esconde dentro del penal o de lo contrario su secreto saldrá a la luz pública. En otro lugar Azucena recibe una llamada en donde le cuentan que a su hermano lo asesinaron los propios miembros de la unión. Tras enterarse de la muerte de su padre Santito jura que va a vengar su muerte y Caracolita se une a los miembros de la unión con el fin de darle una lección a los hombres que trabajan para Tavares. En otro lugar, Frida se dirige a buscar a Elsa Duarte para hablar con ella acerca su hijo y de su nieto. |                                 |                                        |                           |                      |
| 12 | «Dante y Frida se besan»        | Alfonso Pineda Ulloa                   | 10 de octubre de 2018     | 1.35                 |
| Tras aceptar verse con Lazarazo y conocer la verdad, Linda le dice que esta dispuesta a hacer lo que sea con tal de ayudarlo. En otro lugar, Peniche le pide a Roxana que piense en la propuesta que le hizo ya que esa es la única manera que pueden evitar tener líos con las autoridades. Por otra parte el Chino aprovecha un descuido de Dante para llevar a cabo un plan en su contra y al seguir a Jack, Linda se da cuenta de que él esta actuando de manera muy extraña. Después de enterrar a su hermano, Azucena le exige a su esposo que tome cartas en el asunto ya que debe acabar con los miembros de la Unión lo antes posible. |                                 |                                        |                           |                      |
| 13 | «Dante sale de la prisión»      | Alfonso Pineda Ulloa & Jorge Colón     | 11 de octubre de 2018     | 1.42                 |
| Debido a lo que sucedió anteriormente en la cárcel cada uno de los reclusos busca la manera de escapar de la rotunda. |                                 |                                        |                           |                      |